# Michel Gardi
Michel Gardi (Gardie, Gardies, Gardy), född troligen 1699, var en fransk träsnidare.
Gardi inkallades till Sverige från Paris 1734 för att medverka vid utsmyckningen av slottsbygget i Stockholm. Man antar att han är mästaren bakom det praktfullt ornamenterade taket i Drottningens audiensrum (Röda salongen).